# 心叶异药花
心叶异药花（学名：Fordiophyton cordifolium）为野牡丹科异药花属下的一个种。